# O Nascimento de Vênus
O Nascimento de Vênus é uma pintura de Sandro Botticelli, encomendada por Lorenzo di Pierfrancesco de Médici para a Villa Medicea di Castello. E de têmpera sobre tela e mede 172,5 cm de altura por 278,5 cm de largura.
A pintura representa a deusa Vênus emergindo do mar, já mulher aparentemente adulta, conforme descrito na mitologia romana.
É provável que a obra tenha sido feita em 1485, sob encomenda para Lorenzo di Pierfrancesco de Médici, que a teria pedido para enfeitar sua residência, a Villa Medicea di Castello. Alguns estudiosos sugerem que a Vênus pintada para Pierfrancesco, e mencionada por Giorgio Vasari, teria sido outra que não a obra exposta em Florença e estaria perdida até o momento.
Alguns historiadores acreditam que a obra seja homenagem ao amor de Juliano de Médici (que morreu em 1478, na Conspiração dos Pazzi) por Simonetta Vespúcio, que viveu em Portovenere, uma cidadela à beira-mar. Qualquer que tenha sido a inspiração do artista, parecem haver influências de obras como "Metamorfoses" e "Fasti", ambas de Ovídio, e "Versos", de Poliziano.
No quadro, a deusa clássica Vênus emerge das águas em uma concha, sendo empurrada para a margem por Zéfiro, o Vento Oeste, símbolos das paixões espirituais, e recebendo, de uma Hora (as Horas eram as deusas das estações), uma manto bordado de flores. Alguns especialistas argumentam que a deusa nua não representaria a paixão terrena, carnal, e sim a paixão espiritual. Apresenta-se de forma similar a antigas estátuas de mármore (cujo candor teria inspirado o escultor do século XVIII Antonio Canova), esguia e com longos membros e traços harmoniosos.
O efeito causado pelo quadro, no entanto, foi um de paganismo, já que foi pintado em época em que a maioria da produção artística se atinha a temas católicos. Por isso, chega a ser surpreendente que o quadro tenha escapado das fogueiras de Savonarola, que consumiram outras tantas obras de Botticelli que teriam "influências pra Vênus, assim como vários outros detalhes menores, não revela o estrito realismo clássico de Leonardo da Vinci ou Rafael. O pescoço é irrealisticamente longo e o ombro esquerdo posiciona-se em ângulo anatomicamente improvável. Não se sabe se tais detalhes constituíram erros artísticos ou licença artística, mas não chegam a atrapalhar a beleza da obra, e alguns chegam a sugerir que seriam presságios do vindouro Maneirismoـ.

## Interpretação Clássica

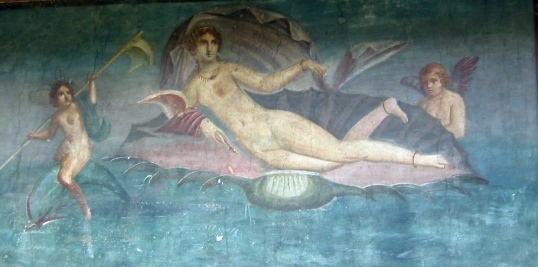
Mural da Roma Antiga, em Pompeia.

O quadro faz parte de série de obras produzidas por Botticelli sob inspiração de descrições atribuídas ao historiador Luciano, do século II, que davam conta de obras-primas da Grécia antiga e que estavam há muito tempo desaparecidas na época de Botticelli. Lá estava descrita a obra Vênus Anadiômena de Apeles ("Anadiome" significa "surgindo do mar"), cujo nome foi o originalmente dado a O Nascimento de Vênus, que recebeu o atual nome apenas no século XIX.
O quadro reproduzido à direita, de Pompeia, provavelmente jamais foi visto por Botticelli, mas é possível que seja uma cópia de Roma Antiga do quadro de Apeles mencionado por Luciano.
Na antiguidade clássica, a concha do mar era metáfora para vagina.
A pose da Vênus de Botticelli remete à Vênus de Médici, uma escultura de mármore da antiguidade clássica que integrava a coleção dos Médici e que Botticelli teve oportunidade de estudar para produzir sua obra de arte, uma variante do tipo da Vênus Pudica.

## "O Nascimento de Vênus" na cultura popular
Reproduções e variações do quadro são relativamente frequentes na cultura popular, inclusive em propagandas e no cinema. A cena do filme 007 Contra O Satânico Dr No, de 1962, em que Ursula Andress emerge do mar foi inspirada no quadro. A mesma cena foi reproduzida com maior detalhe em 1988. No filme "As Aventuras do Barão Munchausen", com Uma Thurman no papel de Vênus.
Ainda no filme "A Excêntrica Família de Antônia" da diretora holandesa Marleen Gorris, com Willeke van Ammelrooy, Els Dottermans, Veerle van Overloop, Jan Decleir, Mil Seghers,Dora van der Groen, Thyrza Ravesteijn, Esther Vriesendorp, Carolien Spoor e Leo Hogenboom apresenta uma belíssima cena na qual uma das personagens é vista como a Venus.
Houve ainda alusão direta ao quadro no popular desenho animado Os Simpsons, no episódio "A Última Tentação de Homer" (no episódio da quinta temporada, 90º no geral – exibido originalmente em 9 de dezembro de 1993), quando o personagem central vê pela primeira vez uma nova colega de trabalho por quem se apaixonaria, ele a imagina como a Vênus de Botticelli, enquanto seus demais colegas representam as "Horas" na cena.
Uma versão estilizada da face de Vênus está na moeda italiana de 10 cêntimos de euro.
Em 2013, a artista americana Azealia Banks usou a pintura como fundo para a capa da sua música intitulada "Venus". A música foi gravada em parceria com o Dj Paul Oakenfold, e é claramente uma homenagem a Deusa. Antes disso, Azealia já havia posado para revistas como a Spin Magazine com biquínis de conchas, outra forma de homenagem a deusa. Logo depois Lady Gaga usou a pintura como inspiração para o seu 3º álbum de estúdio, "ARTPOP". A capa do álbum, feita em colaboração com Jeff Koons, utiliza a representação de "O nascimento de Vênus" ao fundo, aparentando ter sido cortada em tiras e, em seguida, colada junto com fotos de antigas estátuas greco-romanas (provavelmente Apolo e Dafne). O NME classificou a capa de "ARTPOP" como genial e afirmou que no futuro, quando estiverem elegendo as melhores capas do século XXI, a do novo álbum de Gaga estará entre as melhores no topo. Além disso, o videoclipe da música "Applause", primeiro single deste mesmo álbum, também apresenta referência à obra. Lady Gaga explica: "Fomos extremamente inspirados pela pintura de Sandro Botticelli." - a cantora utiliza no vídeo um "biquíni de conchas" e  seus cabelos caem em cascata sobre os ombros, uma alusão à Vênus. Gaga ainda batizou o segundo single do álbum também com o nome da deusa.